# Fátima Madrid Calancha
Fátima Madrid Calancha (Sevilla, 28 de diciembre de 1979) es una entrenadora personal en y una exnadadora española. Fue seleccionada para participar en los Juegos Olímpicos de Atlanta 1996.

## Carrera
Fátima Madrid compitió en los juegos olímpicos de Atlanta 1996 en la modalidad de equipo, pero quedó en el puesto 14 en el relevo de 4 × 100 m libre mujeres. El año siguiente el equipo español formado por Blanca Cerón, Fáima Madrid, Ana Belén Palomo y Claudia Franco consiguió la primera plaza en los Juegos Mediterráneos.
Madrid desarrolló su actividad en el club acuático Club Natación Los Palacios afincado en Sevilla. En 2000 empezó de trabajar como entrenadora personal entrenador, y en 2010 publicó un libre sobre la salud y la prevención.